# Klockaredös
Der Klockaredös (RAÄ-Nr. Södra Åkarp 2:1) ist ein Dolmen (schwedisch dös) aus der Jungsteinzeit etwa 3500–2800 v. Chr. und eine Megalithanlage der Trichterbecherkultur (TBK). Er liegt am Klockaredösvägen, östlich von Vellinge in Schonen in Schweden.
Der Hügel misst etwa 12 × 12 m und ist 1,1 m hoch. Der Polygonaldolmen besteht aus vier erhaltenen Tragsteinen und einem etwa 3,5 × 2,8 m messenden 1,2 m dicken Deckstein. Auf der Nordseite fehlt ein Tragstein. Die Tragsteine sind 0,4 bis 0,5 m dick und messen im Mittel etwa 1,4 × 1,4 m. Der Zugang liegt im Osten. Die etwa 1,5 m hohe Kammer ist polygonal und misst etwa 2,5 × 1,7 m. Reste von kleineren Blöcken sind zwischen den größeren verkeilt. Um den Erdhügel liegt eine quadratische Fläche von etwa 12 m Seitenlänge. An jeder Ecke steht ein Randstein. An der Westseite ist ein einzelner der 0,7 bis 1,1 m hohen Randsteine erhalten. 
Nordwestlich von Vellinge liegt der Eskilstorpsdösen.